# Полидоро, Джан Луиджи
Джан Луиджи Полидоро (итал. Gian Luigi Polidoro; 4 февраля 1927, Бассано-дель-Граппа – 7 сентября 2000, Рим) - итальянский кинорежиссёр, сценарист и актёр. Его фильм «Дьявол» (1963) с Альберто Сорди в главной роли выиграл Золотого медведя на 13-м Берлинском международном кинофестивале.

## Фильмография
- La Corsa delle Rocche (1956)
- Power Among Men (1958)
- Paese d'America (1958)
- Oeuverture (1958)
- Le svedesi (1960)
- Hong Kong un addio (1963)
- Дьявол (1963)
- Thrilling (1965)
- Una moglie americana (1965)
- Сатирикон (Satyricon, 1969)
- La moglie giapponese (1968)
- Fischia il sesso (1974)
- Permettete, signora, che ami vostra figlia (1974)
- Rent Control (1984)
- Sottozero (1987)
- Hitler's Strawberries (1998)

## Награды и номинации
- 9-й Каннский кинофестиваль (1956) — Приз за лучший короткометражный документальный фильм («La Corsa delle Rocche»)
- «Серебряная лента» (1959) — Приз за лучший короткометражный фильм («Paese d'America»)
- Премия «Оскар» (1959) — Номинация: Лучший короткометражный документальный фильм («Oeuverture»)
- 12-й Каннский кинофестиваль (1959) — Номинация: Лучший короткометражный фильм («Paese d'America»)
- 9-й Берлинский международный кинофестиваль (1959) — Номинация: Золотой Медведь за лучший полнометражный документальный фильм («Power Among Men»)
- 13-й Берлинский международный кинофестиваль (1963) — Золотой медведь («Il diavolo»)
- «Золотой глобус» (1964) — Номинация: Лучший иностранный фильм («Il diavolo»)
- Международный кинофестиваль в Чикаго (1981) — Номинация: Лучший художественный фильм («Rent Control»)

## Внешние ссылки
- Джан Луиджи Полидоро (англ.) на сайте Internet Movie Database
- Страница Джана Луиджи Полидоро на официальном сайте Каннского кинофестиваля Архивная копия от 27 апреля 2017 на Wayback Machine